# Tusjino flyveplads
Tusjino flyveplads (russisk: Аэродром Тушино, tr. Aerodrom Tusjino) er en flyveplads beliggende i det nordvestlige Moskva, 14 kilometer fra centrum nær M9 "Baltia"-motorvejen til Volokolamsk og den lettiske grænse. I dag har flyvepladsen tre baner og anvendes til privatfly, helikoptertrafik og sportsfly.
Flyvepladsen har også været anvendt som arena for store festivaler og udendørskoncerter. I 1991 blev der arrangeret en Monsters of Rock-koncert på området med bl.a. AC/DC, Pantera og Metallica, der optrådte for et publikum på 1 million mennesker.

## Under sovjettiden
Under Den kolde krig blev flyvepladsen anvendt til militære flyopvisninger, hvor der blev fremvist det nyeste indenfor flyindustrien. Opvisningerne fandt sted på "Flyflådens Dag" (russisk: День Воздушного Флота, der normalt blev afholdt den tredje søndag i august, hvis vejret tillod det. Den første flyopvisning fandt sted den 18. august 1933 på initiativ af Jakov Alksnis og blev afholdt i Gorkij Park (der husede den daværende centrale flyveplads i Moskva), men allerede året efter, i 1934, blev opvisningen henlagt til Tusjino, hvor det forblev i årevis. I 1937 blev paraden overværet af næsten en million tilskuere, der kunne se fly skrive "LENIN", "STALIN" og "USSR" i luften.
Flyopvisningerne fortsatte indtil Sovjetunionens opløsning og blev genoptaget af Rusland. Det russiske flyopvisning er dog flyttet til Ramenskoje Lufthavn, hvor opvisningen i dag afvikles under navnet MAKS airshow.
Sovjetunionens Flyflådedag var en opvisning af den ene gren af Sovjetunionens luftvåben, Hærens luftvåben (Vojenno-Vozdushnye Sily, VVS). Der blev også afholdt en særlig dag til opvisning af luftvåbnets anden gren, Vojska PVO, kaldet Sovjetunionens Luftforsvarsdag (russisk: День войск противовоздушной обороны СССР), der blev afholdt den anden søndag i april. Denne flyopvisning var dog mindre end opvisningen i august.
Udover den store årlige flyopvisning i august, blev der afviklet parader i anledning af Arbejdernes internationale kampdag den 1. maj på flypladsen, hvor der ofte blev foretaget overflyvninger af store flystyrker.

## Stadionbyggeri
I 2014 blev Otkrytije Arena indviet på området ved Tusjino flyveplads. Stadionet er hjemmebane for FC Spartak Moskva og har kapacitet til 42.000 tilskuere. Det nye stadion vil blive anvendt ved VM i fodbold 2018.